# William Niven
William Niven (6. října 1850 Bellshill, Severní Lanarkshire, Skotsko, Spojené království – 2. června 1937 Austin, Texas, Spojené státy americké), původem Skot, byl mineralog a archeolog, který vešel ve všeobecnou známost objevem minerálů yttrialitu, thorogumitu, aguilaritu a nivenitu, jenž po něm byl pojmenován. Je též známý sérií kontroverzních archeologických nálezů v Mexiku, k nimž patří mj. hliněné tabulky. Na základě jeho objevů vyvodil James Churchward jisté domněnky ohledně ztraceného kontinentu nazvaného Mu.
V roce 1879 Niven přesídlil do Spojených států, kde se začal věnovat převážně mineralogii a záležitostem těžby.
Roku 1889 se účastnil výpravy do Llano County v Texasu pořádané Thomasem Alvou Edisonem, která pátrala po gadolinitu, jenž se používal k výrobě žhavíicích vláken žárovek pro pouliční lampy. Právě během této výpravy se Nivenovi podařilo objevit tři nové minerály yttrialit, thorogummit a nivenit.
V 90. letech 19. století pak během výpravy do Mexika objevil minerál aguilarit.
Našel rovněž nová místa výskytů vzácných nerostů ve státech New York a New Jersey.